# New York Society for the Suppression of Vice

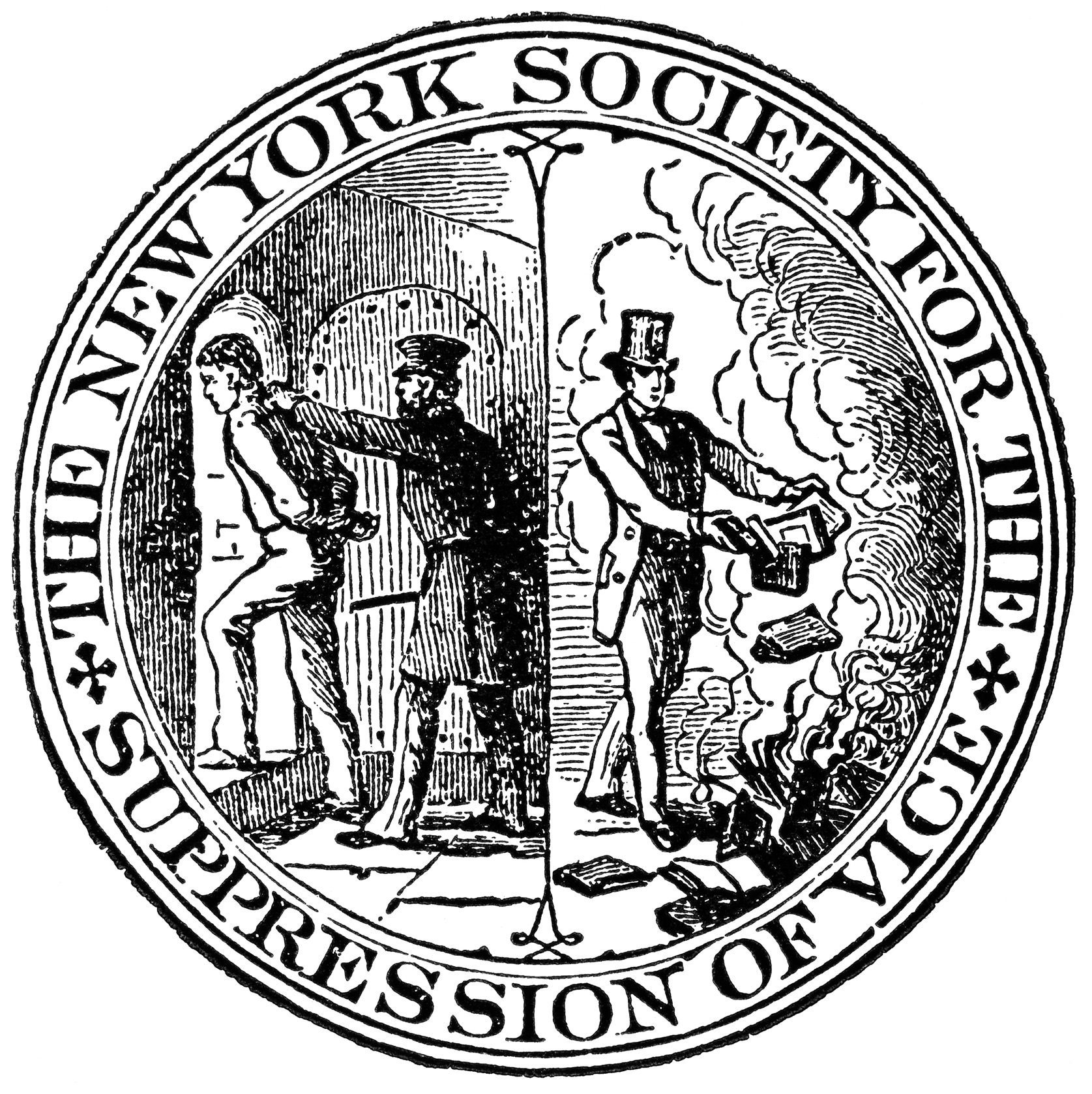
New York Society for the Suppression of Vice

New York Society for the Suppression of Vice (NYSSV eller SSV) var en amerikansk organisation, bildad 1873.
Den bildades av Anthony Comstock med stöd av KFUK-KFUM med syftet att övervaka den allmänna moralen genom att bannlysa de flesta antydningar av sexualitet från samhällslivet. Organisationen var ansvarig för lobbyverksamhet för många moralkonservativa och puritanska lagar, främst de så kallade Comstocklagarna, och filmcensuren 1834. Organisationen upplöstes 1950.